# Linia kolejowa nr 113
Linia kolejowa nr 113 – zlikwidowana, jednotorowa, dawniej zelektryfikowana linia kolejowa, łącząca stacje Podłęże i Niepołomice.
Linia została zbudowana w 1857 roku przez Cesarsko-Królewskie Uprzywilejowane Towarzystwo Kolei Galicyjskich im. księcia Karola Ludwika, natomiast jej uroczyste otwarcie miało miejsce 16 września 1858 roku. Ruch pociągów na linii został zawieszony w 2000 roku. Po fizycznej likwidacji linii w 2005 roku wykorzystano nasyp w celu budowy ul. Władysława Wimmera w Niepołomicach.